# Zamarada montana
Zamarada montana är en fjärilsart som beskrevs av Claude Herbulot 1979. Zamarada montana ingår i släktet Zamarada och familjen mätare. Inga underarter finns listade i Catalogue of Life.